# Вальтер Асміс
Вальтер Асміс (нім. Walter Asmis; 22 вересня 1880, Мезекенгаген — 29 жовтня 1954, Франкфурт-на-Майні) — німецький юрист і сільськогосподарський діяч, доктор права.

## Біографія
В 1900/03 роках вивчав сільське господарство в Берліні, потім — право в Ростоцькому і Ерлангенському університетах. Після захисту докторської дисертації в 1909 році працював в сільськогосподарських управліннях. В 1919/28 роках — виконавчий директор сільськогосподарської палати Шлезвіг-Гольштейну, в 1928/33 роках — Саксонії, після чого працював в Імперському міністерстві економіки. В 1946 році під час Нюрнберзького процесу був допитаний як свідок щодо свого колишнього начальника Ялмара Шахта. На той час Асміс був директором фірми Export Bau- und Handels GmbH в Берліні. В 1947 році він був віце-президентом Німецького сільськогосподарського товариства у Франкфурті-на-Майні, в 1948 році — членом правління Асоціації сільськогосподарських палат. Окрім цього, Асміс був співзасновником Центрального комітету німецького сільського господарства.

## Нагороди
- Орден «За заслуги перед Федеративною Республікою Німеччина», командорський хрест (1953)